# Nancy Langat
Pour les articles homonymes, voir Langat.
Nancy Jebet Langat (écrit aussi Lagat), née le 22 août 1981 à Eldoret, est une athlète kényane spécialiste des courses de demi-fond.

## Biographie
Aux championnats du monde junior d'athlétisme de 1996, elle remportait la médaille de bronze sur 800 m. En 1998, elle devenait vice-championne du monde sur 800 m et deux ans plus tard, elle devenait championne du monde junior.
Puis elle s'est consacrée au 1 500 m, devenant championne d'Afrique en 2004 et était éliminée en demi-finale aux Jeux olympiques d'Athènes.
En 2008, après s'être qualifiée pour les Jeux olympiques de Pékin en tant que troisième des sélections kényanes sur 1 500 m, elle a, à la surprise générale, remporté le titre olympique, devenant la deuxième Kényane championne olympique après Pamela Jelimo sacrée à ces mêmes Jeux, quelques jours plus tôt.
Nancy Langat fait partie de l'armée de l'air kényane et est mariée avec le marathonien Kenneth Cheruiyot.
Vainqueur de son deuxième titre consécutif de championne d'Afrique, le 30 juillet 2010 à Nairobi, Nancy Langat se classe première de la Ligue de diamant 2010, en remportant notamment quatre des six meeting du programme (Doha, New York, Stockholm et Londres). À Lausanne, lors de la troisième étape, la Kényane améliore son record personnel du 1 500 m en réalisant 4 min 00 s 13.

## Palmarès
| Date | Compétition                    | Lieu              | Résultat | Épreuve       |
| ---- | ------------------------------ | ----------------- | -------- | ------------- |
| 1996 | Championnats du monde juniors  | Sydney            | 3e       | 800 m         |
| 1998 | Championnats du monde juniors  | Annecy            | 2e       | 800 m         |
| 2000 | Championnats du monde juniors  | Santiago du Chili | 1re      | 800 m         |
| 2004 | Championnats d'Afrique         | Brazzaville       | 1re      | 800 m         |
| 2005 | Championnats du monde de cross | Saint-Étienne     | 8e       | Course courte |
| 2008 | Championnats d'Afrique         | Addis-Abeba       | 3e       | 1 500 m       |
| 2008 | Jeux olympiques                | Pékin             | 1re      | 1 500 m       |
| 2009 | Finale mondiale                | Thessalonique     | 1re      | 1 500 m       |
| 2010 | Championnats d'Afrique         | Nairobi           | 1re      | 1 500 m       |
| 2010 | Ligue de diamant               | Ligue de diamant  | 1re      | 1 500 m/Mile  |
| 2010 | Jeux du Commonwealth           | New Delhi         | 1re      | 800 m         |
| 2010 | Jeux du Commonwealth           | New Delhi         | 1re      | 1 500 m       |
| 2011 | Jeux mondiaux militaires       | Rio de Janeiro    | 1re      | 1 500 m       |
| 2013 | Championnats du monde          | Moscou            | 8e       | 1 500 m       |

## Records
| Épreuve | Épreuve   | Temps         | Lieu     | Date           |
| ------- | --------- | ------------- | -------- | -------------- |
| 800 m   | Plein air | 1 min 57 s 75 | Eugene   | 3 juillet 2010 |
| 1 500 m | Plein air | 4 min 00 s 13 | Lausanne | 8 juillet 2010 |

## Sources
- (de) Cet article est partiellement ou en totalité issu de l’article de Wikipédia en allemand intitulé « Nancy Jebet Langat » (voir la liste des auteurs).

- (en) Cet article est partiellement ou en totalité issu de l’article de Wikipédia en anglais intitulé « Nancy Langat » (voir la liste des auteurs).